# Ludwig Bösendorfer

Ludwig Bösendorfer (1864)

Ludwig Bösendorfer (* 10. April 1835 in Wien; † 9. Mai 1919 ebenda) war ein österreichischer Klavierbauer.

## Biografie
Der Sohn des Klavierbauers Ignaz Bösendorfer trat nach einer Ausbildung am Wiener Polytechnischen Institut (1850 bis 1852) in den väterlichen Betrieb ein. Nach dem Tod seines Vaters 1859 übernahm er die Leitung der gerade in Betrieb genommenen neuen Fabrik vor dem Schottentor. Im selben Jahr führte Bösendorfer eine Änderung der „Wiener Klaviermechanik“ ein, mit der eine höhere Anfangsgeschwindigkeit am Hammerkopf erreicht wurde. Der Krieg in Italien war ein schwerer Schlag für das Unternehmen, da ein wichtiger Markt damit wegbrach.

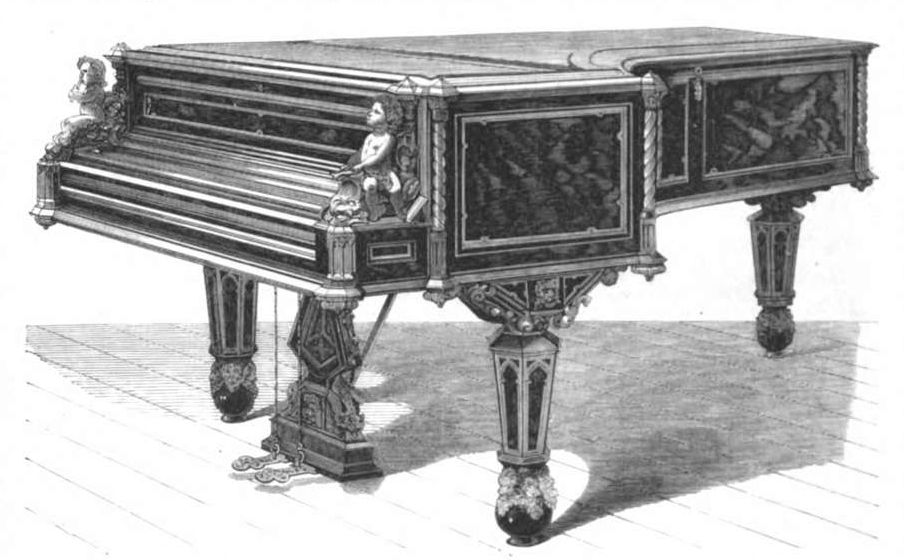
Bösendorfer-Konzertflügel auf der Weltausstellung in London 1862

1866 erhielt Ludwig Bösendorfer den Hoflieferantentitel. Er bemühte sich, den Kammerlieferantentitel des Kaisers, genauso wie sein Vater, zu erhalten, doch erwies sich dies als schwierig, da ein langjähriges Geschäftsverhältnis Voraussetzung war. Beim Bau des k.k. Hof-Operntheater wurden die Klaviermacher Friedrich Ehrbar, Streicher und Bösendorfer eingeladen, zwei Flügel herzustellen, die den Preis von 480 Gulden pro Stück nicht überschreiten durften. Für diese Leistung wurden Ehrbar und Bösendorfer 1869 der Kammerlieferantentitel verliehen, Streicher war bereits Kammerlieferant.
Im selben Jahr wurden die Konzertsäle des Wiener Musikvereins fertiggestellt. Bösendorfer spendete der Gesellschaft vierzehn seiner Flügel. Dafür wurde er zum Ehrenmitglied ernannt und später in die Direktion berufen. Die Straße vor dem Musikvereinsgebäude heißt heute Bösendorferstraße.

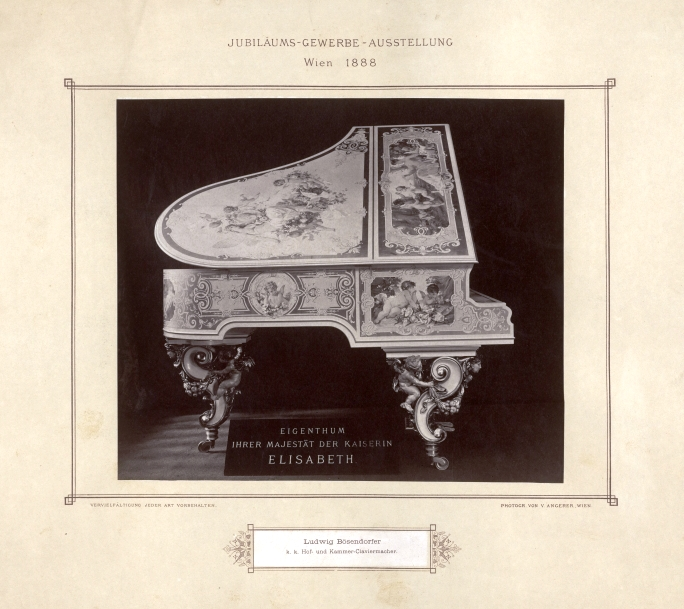
Bösendorfer-Klavier aus dem Besitz von Kaiserin Elisabeth von Österreich, ausgestellt bei der Jubiläums-Gewerbe-Ausstellung 1888 in Wien

Seine Erzeugnisse zeigte Bösendorfer mit großem Erfolg auf mehreren Weltausstellungen. Er galt seither als bester Klavierfabrikant Österreichs. Er belieferte nicht nur den österreichischen Hof in Wien und die Residenz in Bad Ischl, sondern auch den russischen Zaren und den japanischen Meiji-Kaiserhof. 1871 bezog er eine größere Produktionsstätte und verlegte den Verkauf in das damalige Palais Liechtenstein an der Herrengasse, dessen Reitschule er in den 1872 mit einem Konzert von Hans von Bülow eingeweihten Bösendorfer-Saal umwandelte. Der Bösendorfer-Saal war für seine hervorragende Akustik bekannt, hier spielten zahlreiche bekannte Künstler auf Bösendorfer-Flügeln.

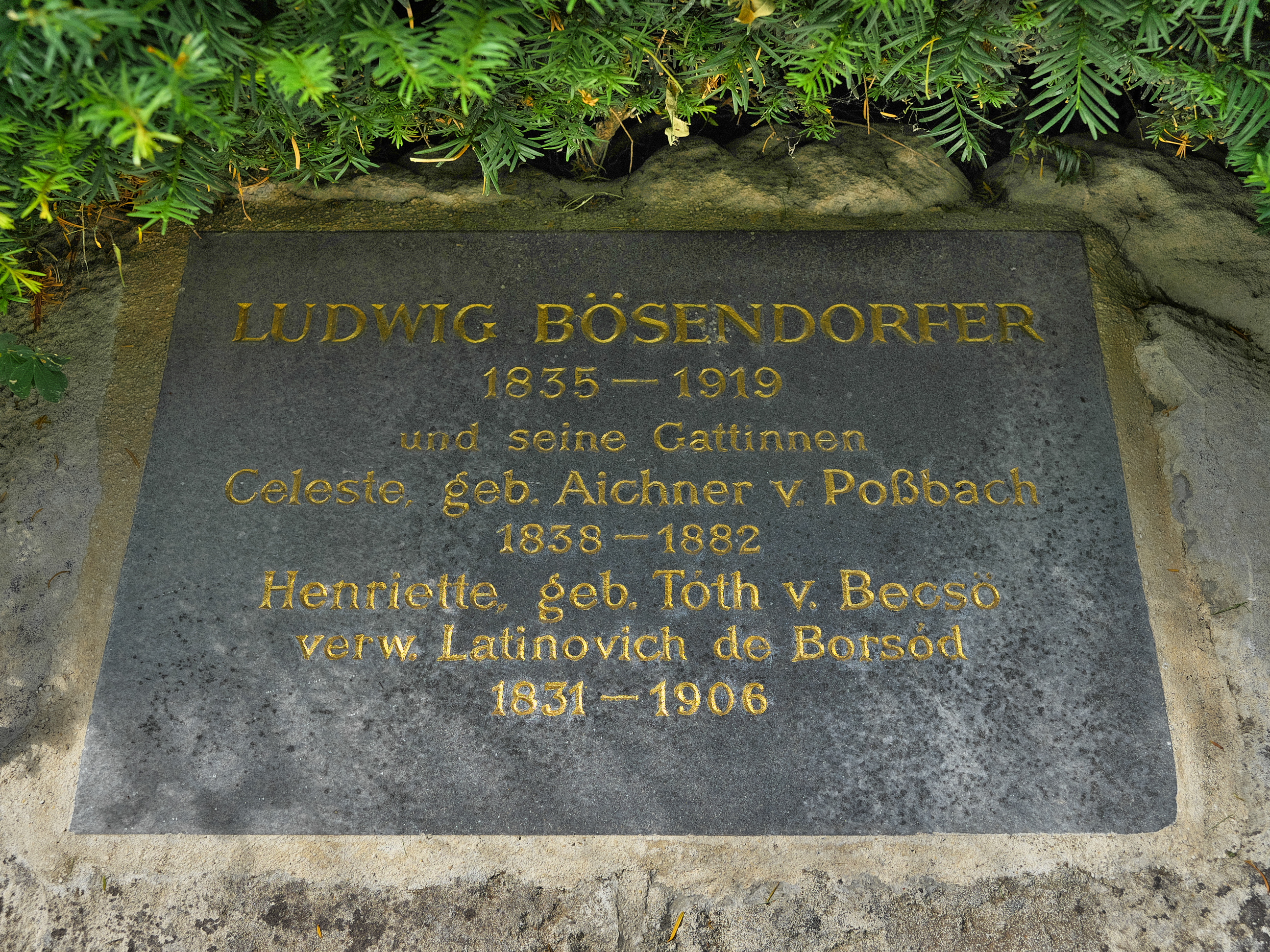
Grabplatte auf dem Wiener Zentralfriedhof, Grabstelle 17B-1-10

Obwohl er zweimal verheiratet war, hatte Ludwig Bösendorfer keine Nachkommen. 1909 verkaufte er das Unternehmen an einen seiner Freunde, den Bankier Karl Hutterstrasser, der im Jahre 1910 den k.u.k Hof- und Kammerlieferantentitel erhielt.
Der Abriss des Palais Liechtenstein und der Säle sowie der Ausbruch des Ersten Weltkrieges belasteten die Gesundheit Bösendorfers. Er starb 1919 kurz nach Ende des Krieges. Ludwig Bösendorfer ruht in einem ehrenhalber gewidmeten Grab auf dem Wiener Zentralfriedhof.
In seinem Todesjahr 1919 wurde in Wien Innere Stadt (1. Bezirk) die Bösendorferstraße nach ihm benannt.

## Werke
- Ludwig Bösendorfer: Das Wiener Clavier. In: Dargebracht von den Industriellen Oesterreichs unter dem hohen Protectorate Seiner K. und K. Hoheit des Durchlauchtigsten Herrn Erzherzogs Franz Ferdinand (Hrsg.): Die Gross-Industrie Oesterreichs. Festgabe zum glorreichen fünfzigjährigen Regierungs-Jubiläum Seiner Majestät des Kaisers Franz Josef I. Band 3. Leopold Weiss, Wien 1898, VI. Instrumente, Waagen und Gewichte, S. 257–266.